# Boyband
Boyband – musical autorstwa Petera Quiltera, po raz pierwszy wystawiony w londyńskim The Gielgud Theatre 27 maja 1999. Polska premiera tej sztuki miała miejsce w Teatrze Komedia w Warszawie 7 listopada 2008.

## Boyband w Teatrze Komedia

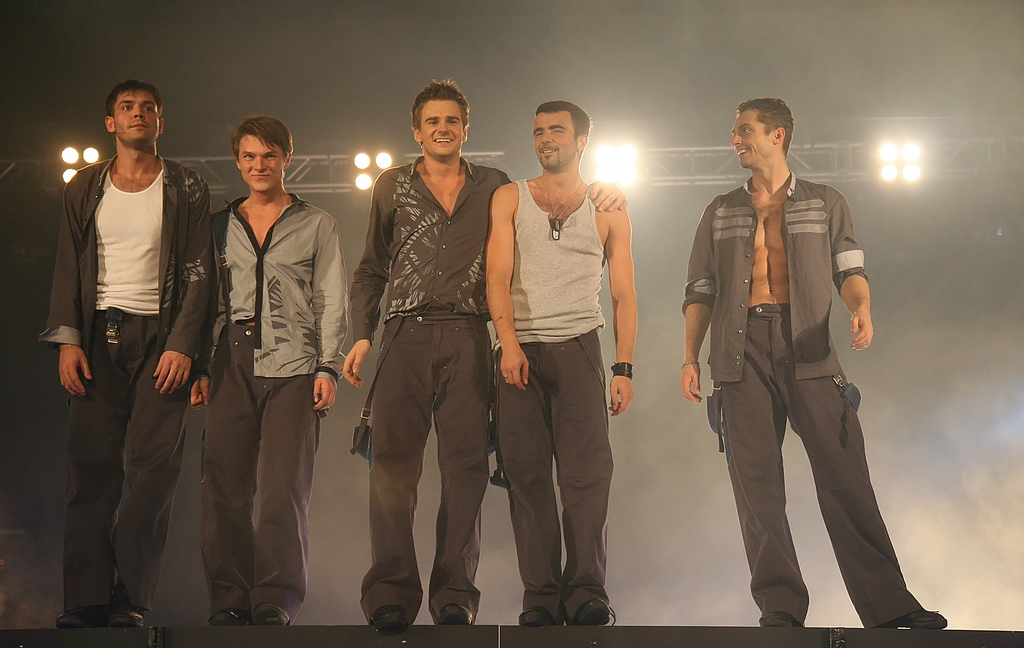
Boyband Freedom – Michał Kruk (Danny), Maciej Radel (Matt), Marcin Mroziński (Sean), Tomasz Bacajewski (Adam) oraz Jarosław Derybowski (Jay)

### Twórcy i wykonawcy

#### Produkcja
- reżyseria i scenografia: Tomasz Dutkiewicz
- tłumaczenie: Elżbieta Woźniak
- kostiumy: Dagmara Czarnecka
- choreografia: Sylwia Adamowicz
- kierownictwo muzyczne i aranżacja: Grzegorz Jabłoński

#### Obsada
- boyband „Freedom” w składzie:
  - Marcin Mroziński – Sean
  - Maciej Radel – Matt
  - Tomasz Bacajewski – Adam
  - Jarosław Derybowski – Jay
  - Michał Kruk – Danny
- Jan Jankowski / Tomasz Dutkiewicz – Wayland
- Olga Borys – Mandy
- Maciej Robakiewicz – Robert
- tancerze:
  - Katarzyna Barcik
  - Monika Moskwa
  - Joanna Ziemczyk
  - Marcin Korczak-Żydaczewski
  - Andrzej Pieńko
  - Bartłomiej Zaniewicz

### Lista utworów
1. Bez Ciebie - Tearin' Up My Heart w wykonaniu *NSYNC
2. Razem z nami - Everybody w wykonaniu Backstreet Boys
3. Nigdy nie zranię cię - I'll Never Break Your Heart w wykonaniu Backstreet Boys
4. Jedna na milion - One in a Million w wykonaniu Backstreet Boys
5. Mandy - Mandy w wykonaniu Westlife
6. Na zawsze z Tobą być - Back for Good w wykonaniu Take That
7. Weź się w garść - Shine w wykonaniu Take That
8. Anioły - Angels w wykonaniu Robbiego Williamsa
9. Nie dbasz o mnie za grosz – Wake Up Call w wykonaniu Maroon 5
10. Dom - Home w wykonaniu Westlife
11. Bez Ciebie (repryza) - Tearin' Up My Heart w wykonaniu *NSYNC
12. Wszystko się zmienia - Everything Changes w wykonaniu Take That
13. Ja kocham - The Easy Way w wykonaniu Westlife